# Frauen-Werk-Stadt

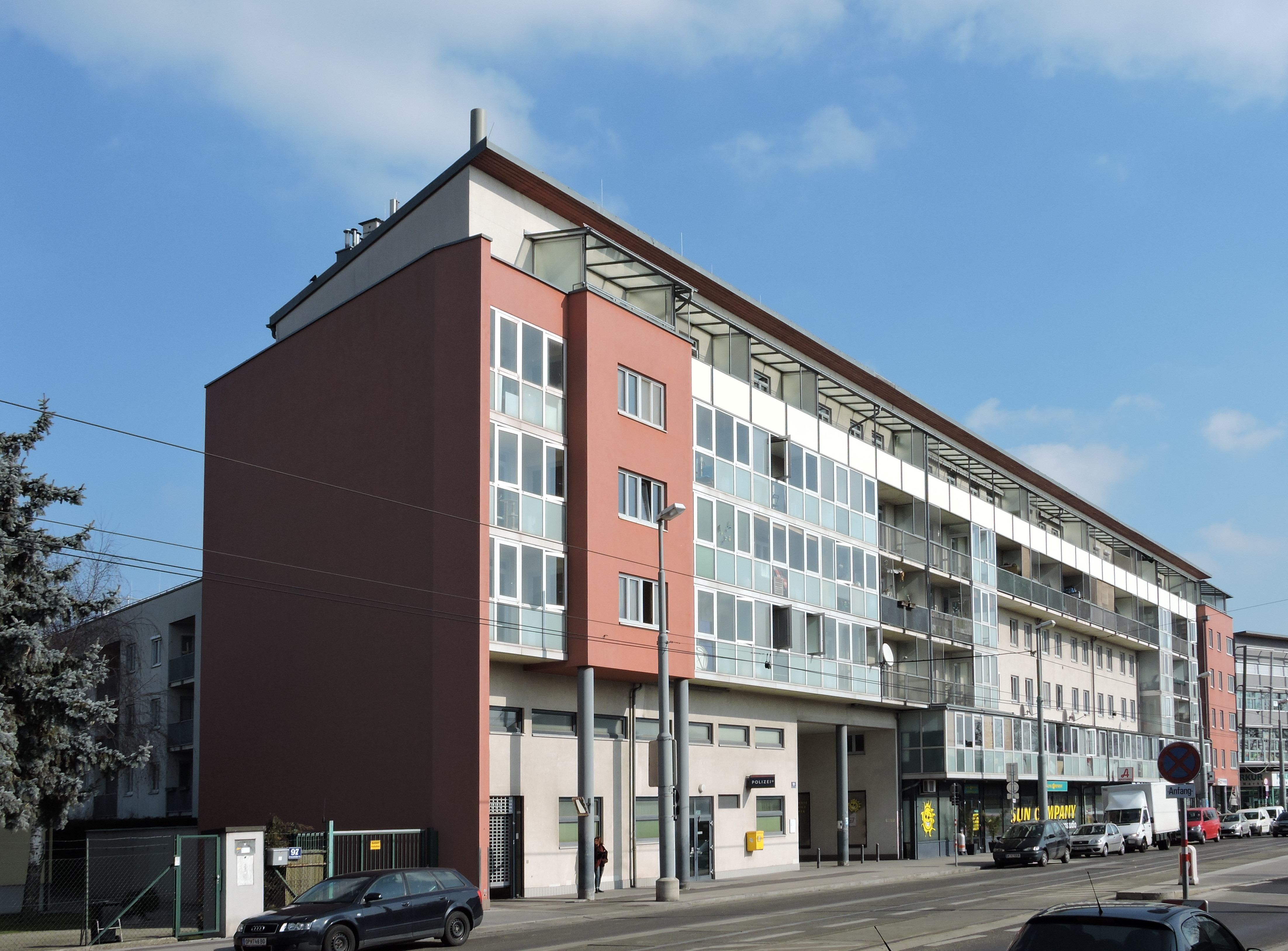
Margarete-Schütte-Lihotzky-Hof zur Donaufelder Straße

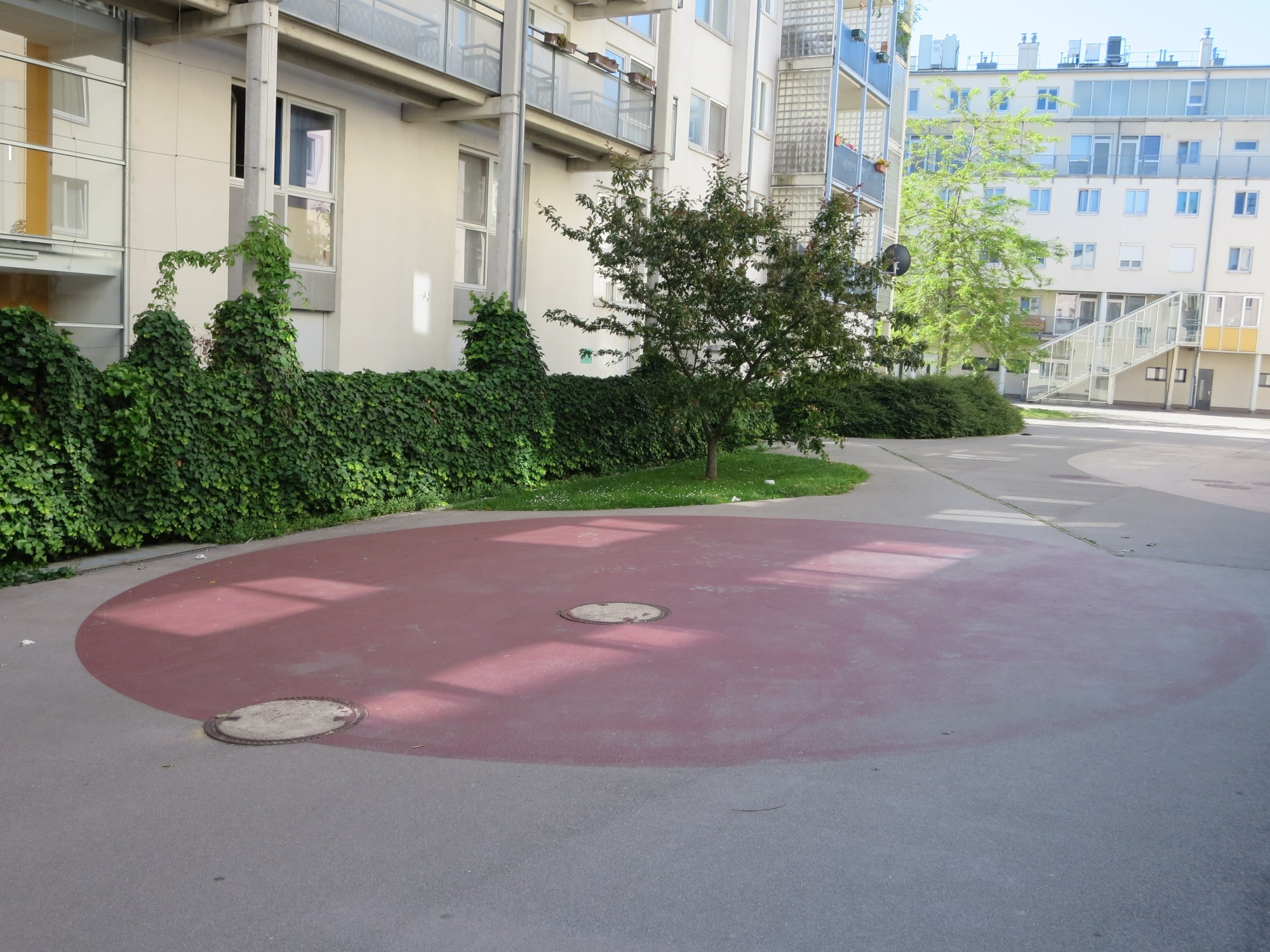
Innenhofgestaltung durch Johanna Kandl und Maria Auböck

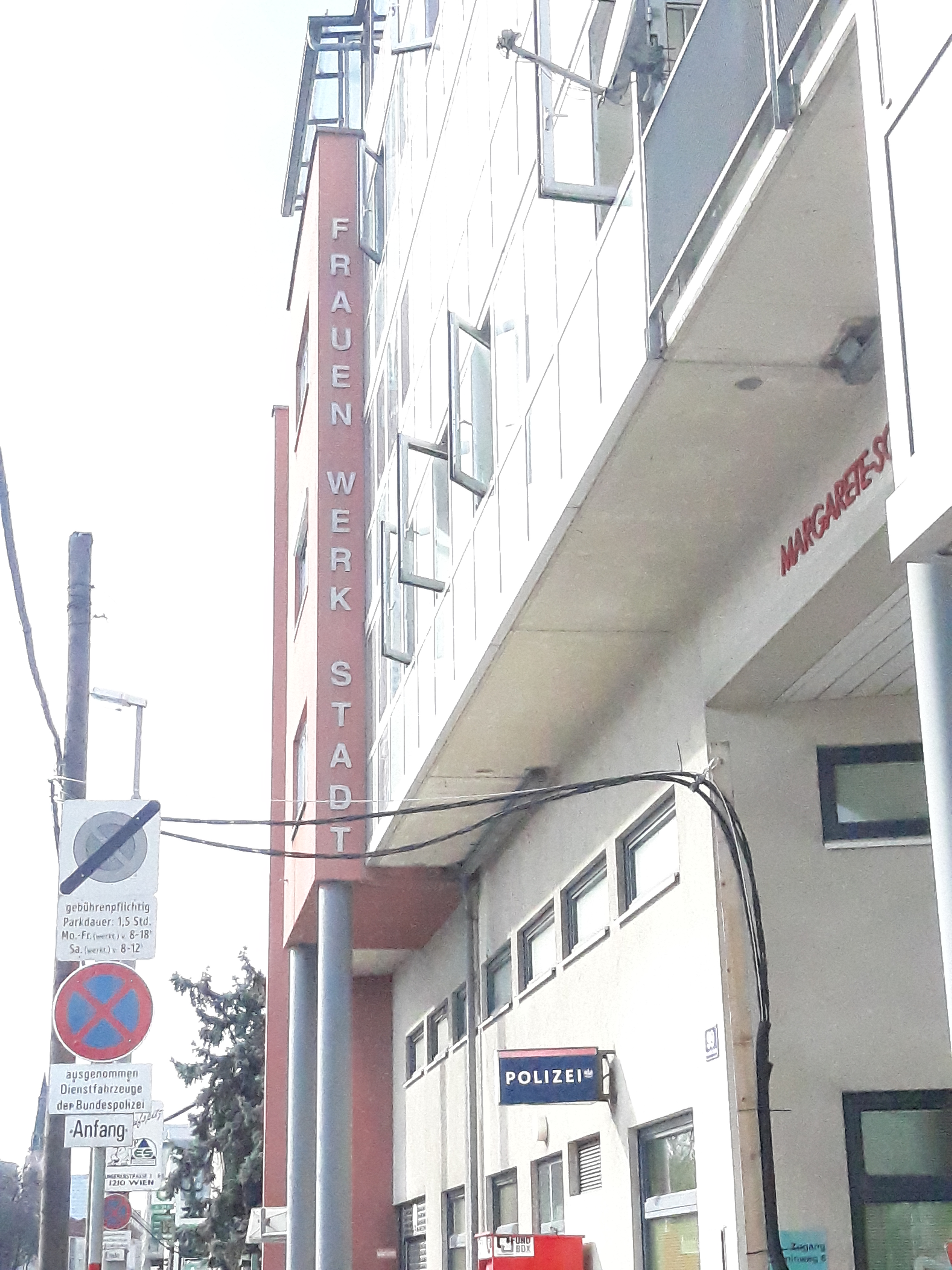
Schriftzug

Die Frauen-Werk-Stadt (inzwischen auch Frauen-Werk-Stadt I) ist eine in den Jahren 1995 bis 1997 erbaute Wohnhausanlage im 21. Wiener Gemeindebezirk Floridsdorf, Donaufelder Straße 99 / Ecke Carmingasse. Sie gilt europaweit als eines der größten Projekte, das die vielschichtigen Kriterien des frauengerechten Wohn- und Städtebaus zu erfüllen trachtete. Das Projekt fungierte modellhaft als Katalysator der Frauenförderung im Planungsbereich.
Das städtebauliche Leitprojekt und der Masterplan von Franziska Ullmann gingen als Sieger aus dem Gutachterverfahren hervor.
Insgesamt wurden 359 Wohnungen geplant, davon entstanden 179 im Auftrag der Stadt Wien (Architektinnen Franziska Ullmann und Liselotte Peretti, dieser Bauteil trägt als Wiener Gemeindebau den Namen Margarete-Schütte-Lihotzky-Hof, benannt nach Margarete Schütte-Lihotzky) und 180 Wohnungen für die Wohnbauvereinigung der Privatangestellten (Architektinnen Elsa Prochazka, Gisela Podreka). Die Freiraumgestaltung der Anlage erfolgte durch die Landschaftsplanerin Maria Auböck, die Erschließung der Wege in der Anlage konzipierte die Künstlerin Johanna Kandl.

## Konzept
Die Stadtentwicklung ist von Männern dominiert. Darum sollten die Kriterien des frauengerechten Bauens nicht nur für den Entwurf selbst gelten, sondern beeinflussten bereits die Vorbereitungen und den Wettbewerb maßgeblich. Vorbereitungen und Wettbewerb wurden vom Frauenbüro der Stadt Wien zusammen mit den Ressorts für Stadtplanung, Wohnbau und Frauenfragen geleitet. Bauträger waren die Stadt Wien und die Wohnbauvereinigung für Privatangestellte, die damals als einziger gemeinnütziger Bauträger in Österreich unter der Leitung einer Frau stand.
Die Planung der Frauen-Werk-Stadt erfolgte unter besonderer Berücksichtigung der Anforderungen von Haus- und Familienarbeit, einer angstfreien Gestaltung der Innen- und der Außenräume, sowie unter Mitbestimmung der Mieter in einem partizipativen Planungsprozess. Die Infrastruktur sollte vielfältige Kommunikationsmöglichkeiten schaffen, und damit die Möglichkeit der Eigeninitiative der Mieter sowie der Mieterselbstverwaltung.
In die Anlage integriert sind ein Kindergarten, mehrere Behinderten- und Altenwohnungen, ein Kommunikationszentrum und allgemeine Einrichtungen wie 650 m² Geschäftsflächen, eine Arztpraxis, eine Apotheke und ein Polizeiwachzimmer. Die integrierten Infrastruktureinrichtungen sollten die Wege im Alltag verkürzen.
Die Grundrisse der Wohnungen sind variabel, die Küchen haben Blickkontakt nach außen auf die Innenhöfe mit den Spielplätzen, sie wurden als Arbeitsplatz und Aufenthaltsort konzipiert und durch Bezug zu den anderen Räumen aufgewertet. Zu jeder Wohnung gehört ein kleiner Privatgarten.
Vor der Anlage befindet sich eine Straßenbahnhaltestelle und in der Nähe sind mehrere Schulen, beides Faktoren, die den Mobilitätsbedürfnissen von Frauen entgegenkommen.

## Auswirkungen
In Wien werden sämtliche Wohnbauvorhaben, die öffentliche Gelder beanspruchen wollen, auf die Anforderung des frauen- und alltagsgerechten Wohnens begutachtet.

## Frauen-Werk-Stadt II
Das Wohnbauprojekt Frauen-Werk-Stadt II in der Troststraße 73–75 in Favoriten () ist die Weiterentwicklung der Erfahrungen aus der Frauen-Werk-Stadt I. Es wurde im Herbst 2004 fertiggestellt. Neben dem frauen- und alltagsgerechtem Bauen war die Schaffung von Bedingungen für nachbarschaftliches und betreutes Wohnen im Alter eines der wichtigsten planerischen Ziele. Die Planung übernahmen nach einem Bauträgerwettbewerb die Architektin Christine Zwingl und die Bürogemeinschaft Ifsits-Ganahl-Larch. Die Freiraumgestaltung erfolgte durch das Büro land in sicht.